# Plenty International
Plenty International ist eine Umwelt- und Menschenrechtsorganisation mit Sitz in Summertown, Tennessee.
1974 wurde The Farm, eine Gemeinschaft von Gleichgesinnten, gegründet, die ein Programm namens Plenty starteten. In den ersten zehn Jahren baute Plenty eine Klinik in Bangladesch, eine Buschklinik in Lesotho und ein mit Windenergie versorgtes Beleuchtungssystem in einer karibischen Indianerschule auf. Sie führten Katastrophenhilfsprogramme in der Dritten Welt durch und boten kostenlose Erstversorgung von Kranken in der südlichen Bronx an, fuhren mit Greenpeace zur See und stifteten das Strahlungsmesssystem für die Rainbow Warrior. Plenty verhalf den Ureinwohnern Amerikas zu den ersten Radiostationen. 1978 bildete Plenty ein Team von Wissenschaftlern, um Umwelt- und Menschenrechtsprobleme zu lösen. Das Natural Rights Center und das Environmental Resource Center in Portland, Oregon, USA, wurden gegründet. Dort wurde das Modell Ecovillage für Russland entwickelt.
Plenty hat bis heute mehr als 120 Dorfgemeinschaften von Frauen aus Chiapas, Mexiko und in Guatemala eine wirtschaftliche Unabhängigkeit ermöglicht.
Im The DeColores Fair Trade Center in Davis, Kalifornien, USA, betreibt Plenty einen Laden, der Produkte und Kunstwerke vieler Plenty-Projekte verkauft.
1980 wurde Plenty International mit dem Right Livelihood Award ausgezeichnet.